# ナヒエナエナ
ナヒエナエナ（Nāhiʻenaʻena、1815年 - 1836年）は、ハワイ王国が設立されてから支配階級の一部がキリスト教に改宗するまでの期間の高位プリンセス。

## 若年期
ハワイ語でナヒエナエナという名前は「猛烈な激しい火」を意味する。
ナヒエナエナは彼女の兄であるカメハメハ3世に恋しており、首長たちは結婚を強く推奨したが、宣教師たちはそれは近親相姦であり宗教的罪であると主張し、結婚に反対した。王族の兄弟姉妹婚は、古代ハワイにおいて血統を純粋に保つ方法であると考えられていた。ナヒエナエナの母方の祖父母も半血兄弟姉妹だった。
当時の宣教師文化においては、ナヒエナエナを含む多くの人々はハワイの土着宗教とキリスト教の信仰の両方を実践していた。彼女はフラなどの伝統的文化を実践したが、宣教師と同じようにラム酒も飲んだ。しかし、彼女は多くのキリスト教の慣行に対して反抗と嫌悪を示した。彼女は教会に奉仕することを止め、宣教師の教えを公然と拒否した。

## 死
ナヒエナエナは実兄のカメハメハ3世と数年間寝室を共にしていた。彼女は兄との間に息子を出産し、カメハメハ3世は息子が後継者になると宣言した。しかし、息子は数時間後に死亡し、悲嘆に暮れたナヒエナエナはその3か月後に死去した。